# Bouleuse
Bouleuse település Franciaországban, Marne megyében. Lakosainak száma 226 fő (2022. január 1.). Bouleuse Germigny, Aubilly, Méry-Prémecy, Poilly és Treslon községekkel határos.

## Népesség
A település népességének változása:
| Lakosok száma | 122  | 143  | 161  | 166  | 195  | 207  | 212  | 223  | 223  | 226  |
|               | 1968 | 1982 | 1990 | 2006 | 2013 | 2015 | 2017 | 2019 | 2020 | 2022 |